# Ramkvilla socken
Ramkvilla socken i Småland ingick i Västra härad, ingår sedan 1971 i Vetlanda kommun i Jönköpings län och motsvarar från 2016 Ramkvilla distrikt.
Socknens areal är 113,27 kvadratkilometer, varav land 97,83. År 2000 fanns här 452 invånare. Kyrkbyn Ramkvilla med sockenkyrkan Ramkvilla kyrka ligger i socknen. 

## Administrativ historik
Ramkvilla socken har medeltida ursprung.
Vid en tidpunkt efter 1565 uppgick Skärbäcks socken i denna socken.
Vid kommunreformen 1862 övergick socknens ansvar för de kyrkliga frågorna till Ramkvilla församling och för de borgerliga frågorna till Ramkvilla landskommun. Landskommunen inkorporerades 1952 i Bäckaby landskommun och uppgick sedan 1971 i Vetlanda kommun. Församlingen uppgick 2010 i Lannaskede församling.
1 januari 2016 inrättades distriktet Ramkvilla, med samma omfattning som församlingen hade 1999/2000.  
Socknen har tillhört samma fögderier och domsagor som Västra härad. De indelta soldaterna tillhörde Jönköpings regemente, Västra härads kompani, och Smålands grenadjärkår, Livkompaniet.

## Geografi
Ramkvilla socken ligger vid norra ändan av Örken. Socknen är höglänt med platser upp till 330 meter över havet och är en kuperad sjörik skogsbygd.

## Fornlämningar
Två hällkistor från stenåldern, några gravrösen från bronsåldern och ett järnåldersgravfält finns här. Vid kyrkan finns en runristning och vid Hallsnäs en medeltida borgruin.

## Namnet
Namnet (1407 Ramqvilla), taget från kyrkbyn, innehållet troligen förleden ramm, fuktig äng eller korp och efterleden kvill, åförgrening.

### Fotnoter
1. 1 2 3  Svensk Uppslagsbok andra upplagan 1947–1955: Ramkvilla socken
2. 1 2  Harlén, Hans; Harlén Eivy (2003). Sverige från A till Ö: geografisk-historisk uppslagsbok. Stockholm: Kommentus. Libris 9337075. ISBN 91-7345-139-8
3. ↑  ”Församlingar”. Statistiska centralbyrån. https://www.scb.se/hitta-statistik/regional-statistik-och-kartor/regionala-indelningar/forsamlingar/. Läst 30 december 2022.
4. ↑  Administrativ historik för Ramkvilla socken (Klicka på församlingsposten). Källa: Nationella arkivdatabasen, Riksarkivet.
5. ↑  Indelta soldater, torp och rotar i Jönköpings län Arkiverad 24 januari 2012 hämtat från the Wayback Machine. Jönköpingsbygdens Genealogiska Förening
6. 1 2  Sjögren, Otto (1931). Sverige geografisk beskrivning del 2 Östergötlands, Jönköpings, Kronobergs, Kalmar och Gotlands län. Stockholm: Wahlström & Widstrand. Libris 9939
7. 1 2 3  Nationalencyklopedin
8. ↑  Fornlämningar, Statens historiska museum: Ramkvilla socken
9. ↑  Fornminnesregistret, Riksantikvarieämbetet: Ramkvilla socken Fornminnen i socknen erhålls på kartan genom att skriva in sockennamn (utan "socken") i "Ange geografiskt område"